# Boston Bruins
Boston Bruins je profesionální americký klub ledního hokeje, který sídlí ve městě Boston v Massachusetts. Do NHL vstoupil v ročníku 1924/25 a hraje v Atlantické divizi v rámci Východní konference. Své domácí zápasy odehrává v hale TD Garden s kapacitou 17 565 diváků. Klubové barvy jsou černá, zlatá a bílá.
Bruins se v roce 1924 stali prvním týmem NHL ze Spojených států. Jsou také jedním z týmů "Original Six" (původní šestice) společně s Toronto Maple Leafs, Detroit Red Wings, New York Rangers, Montreal Canadiens a Chicago Blackhawks. Bruins jsou dále druhým nejúspěšnějším týmem z USA v počtu vyhraných Stanley Cupů. Své domácí zápasy hrají Bruins na ledě bostonské TD Garden, kde hrají již od roku 1995, kdy opustili Boston Garden.

## Historie klubu

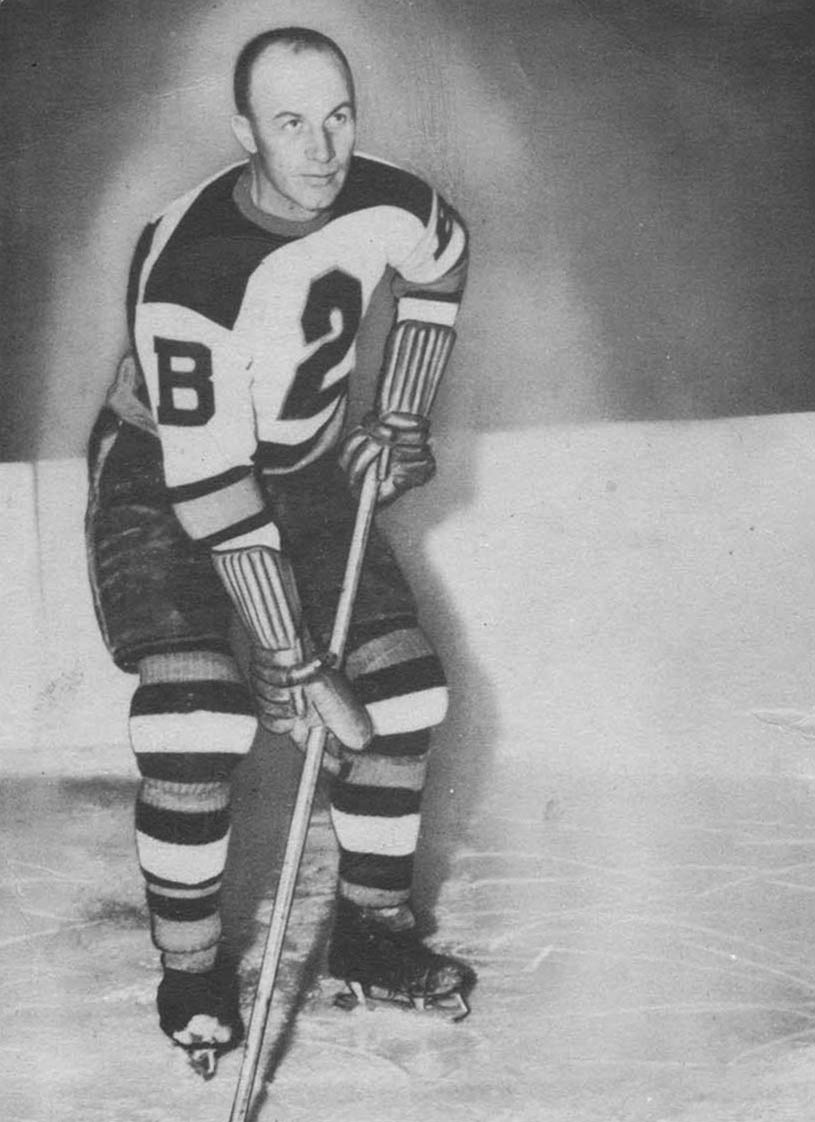
Eddie Shore, 1939.

### Před 2. světovou válkou
V roce 1923 se bostonskému potravinářskému magnátovi Charlesi Adamsovi podařilo přesvědčit vedení NHL k rozšíření do Spojených států amerických. Adams se zamiloval do hokeje při sledování finále Stanley Cupu mezi Montreal Canadiens a Calgary Tigers. Adams přesvědčil vedení ligy aby mu udělila práva na založení týmu v Bostonu, což se stalo 1. listopadu 1924.
První co pro svůj tým Adams udělal, bylo že si najal bývalého hráče Arta Rosse jako generálního manažera týmu. Ross se stal tváří Bruins na třicet let a to nejen jako generální manažer, ale i jako trenér.
Dále Adams pověřil Rosse vymyšlením názvu pro tým. Mělo to být nezkrocené zvíře zobrazující rychlost, hbitost a mazanost. Ross tak vymyslel název Bruins. Bruin je slovo označující medvěda ve starých klasických anglických pohádkách. Původními týmovými barvami se staly hnědá a žlutá, pocházející z barev Adamsova řetězce obchodů s potravinami First National Stores.
1. prosince 1924 hrál tým v bostonské Boston Areně svůj první zápas, když porazil Montréal Maroons 2:1. V první sezoně se ovšem Bruins podařilo vyhrát pouze šest zápasů a skončili tak na posledním místě. V Boston Areně hrál tým už jen další tři sezóny, než se přestěhoval do Boston Garden. Boston Arenu později převzala Northeastern University, která v roce 1979 arénu renovovala a přejmenovala. Boston Arena s novým jménem Matthews Arena je nyní nejstarší funkční hokejovou arénou na světě.
Ve třetí sezoně se tým značně zlepšil. Ross využil zániku Western Hockey League k pořízení některých hvězdných hráčů. Jedním z nich byl také obránce původem z Fort Qu'Appelle v Saskatchewanu Eddie Shore. Bruins se v té sezoně dostali až do finále Stanley Cupu, ale prohráli s Ottawa Senators. Vyhrát se Bruins povedlo až v roce 1929 když ve finále narazili na New York Rangers. Kromě Shora se na tomto úspěchu významně podepsali také Harry Oliver, Dit Clapper, Dutch Gainor a brankář Tiny Thompson. Tato sezona byla první kterou Bruins hráli v Boston Garden.
O sezonu později stanovili Bruins rekord, který stále platí. V základní části totiž vyhráli hned 87,5 procenta zápasů. Kromě toho přepsali také hodně týmových rekordů. Ve finále Stanley Cupu ale prohráli s Montreal Canadiens.
V roce 1939 tým změnil své barvy na nynější černou a zlatou a opět vyhrál Stanley Cup. V této sezoně byl brankář Tiny Thompson vyměněn za Franka Brimseka, který vyhrál také Vezina Trophy a Calder Memorial Trophy, navíc se stal prvním nováčkem, který byl nominován do prvního All-Star týmu sezony a pro své úspěchy vyfasoval přezdívku „Mr. Zero“ (Pan Nula). Kromě něj k zisku tohoto Stanley Cupu významně přispěli i Bill Cowley, Mel Hill (kterému se pro góly v prodlouženích přezdívalo „Náhlá Smrt“), Milt Schmidt, Bobby Bauer a Woody Dumart.
V roce 1940 Bruins vyměnili Eddieho Shora do New York Americans, kde ve stejném roce ukončil kariéru. O rok později vyhrál Boston svůj na dlouhou dobu poslední Stanley Cup. Další vyhráli až po 29 letech.

### 2. světová válka a éra „Original Six“
2. světová válka negativně postihla i Bruins. Brimsek, Schimdt, Bauer a Dumart ztratili ve válce svá nejproduktivnější léta. Tým ale vedly jiné hvězdy, Bill Cowley, Dit Clapper a Busher Jackson. V roce 1943 byl počet týmů v NHL snížen na šest a tak začala éra „Original Six“. O rok později, Herb Cain, hrající za Bruins stanovil nový rekord v počtu bodů v základní části – 82. Bruins se ale stejně nedostali do play-off a Cain o dva roky později ukončil kariéru.
Předválečné hvězdy se do týmu vrátili v sezoně 1945–46, kdy Dit Clapper vedl tým zpět do finále Stanley Cupu jako hrající trenér. O rok později pak ukončil kariéru a stal se prvním hráčem, který hrál v NHL alespoň 20 sezón. Další dva roky zůstal s Bruins už pouze jako kouč. Brimsek už nebyl tak dobrý jako před válkou, což se projevilo v tom, že po roce 1946 vypadli Bruins třikrát za sebou v prvním kole play-off, což vyústilo v rezignaci kouče Clappera. Brimsek byl v roce 1949 vyměněn do Chicaga. Naděje Bruins Don Gallinger dostal doživotní zákaz hraní hokeje. A tak se jediným velkým talentem týmu stal Johnny Peirson, kterého si pamatují i fanoušci ze sedmdesátých let, kdy byl spoluhlasatelem přímých přenosů Bruins na WSBK-TV.
Na začátku padesátých let nastala velká krize. Weston Adams, syn zakladatele Charlese Adamse a prezident týmu se dostal do finančních problémů a v roce 1951 musel být vykoupen majitelem basketballových Boston Celtics a arény Boston Garden Walterem A. Brownem. Mezi lety 1947 a 1967 se povedlo pouze čtyřikrát postoupit do play-off. V letech 1953, 1957 a 1958 se Bruins podařilo postoupit až do finále Stanley Cupu, ale pokaždé vypadli s Montreal Canadiens. Navíc v letech 1960–1967 se nedostali do play-off ani jednou.
1. ledna 1954, Robert Skrak, asistent Franka Zamboniho, vynálezce nejznámější rolby na světě, předvedl personálu Boston Garden novou rolbu Zamboni Model E. Bruins pak jeden model rolby objednali a stali se prvním týmem NHL, který používal rolby této značky. První rolba vyjížděla na led Boston Garden ještě v osmdesátých letech, v roce 1988 si jí pak vzala pod svou ochranu Hokejová síň slávy v Torontu.
18. ledna 1958, první hráč černé pleti, Willie O'Ree nastoupil k zápasu NHL. Za Boston hrál v sezonách 1957–58 a 1960–61, nastoupil ve 45 zápasech a připsal si 6 gólů a 10 asistencí.
V této části historie týmu, Bruins neměli vypracovaný systém farem v nižších ligách. Proto museli často hledat volné hráče. Bruins tak podepsali Tommyho Williamse, vítěze ZOH 1960 za USA a jediného amerického hráče v NHL v roce 1962. „Uke Line“, ofenzivní formace pojmenovaná po ukrajinském původu jejich hráčů zažívala produktivní roky, a to i přesto, že celkově se týmu vůbec nedařilo. Členové lajny byli Johnny Bucyk, Vic Stasiuk a maďarský hráč Bronco Horváth.

### Rozšíření ligy a éra „Velkých zlých Bruins“
Weston Adams koupil tým zpět v roce 1964 po Brownově smrti a začal ho přestavovat. Do týmu přivedl především nyní legendárního obránce Bobbyho Orra, který v sezoně 1966–67 vyhrál Calder Memorial Trophy pro nejlepšího nováčka sezony.
Pak Bruins získali tři mladé forvardy, Phila Esposita, Kena Hodge a Freda Stanfielda z Chicaga. Phil Esposito vedl Bruins v lajně s Hodgem a Waynem Cashmanem. Stal se prvním hráčem v lize se 100 bodů a zlomil i další rekordy. Esposito je navíc stale jedním ze čtyř hráčů, kteří dokázali vyhrát Art Ross Trophy pro nejproduktivnějšího hráče NHL čtyřikrát v řadě. Dalšími třemi jsou Gordie Howe, Wayne Gretzky a Jaromír Jágr. S dalšími hvězdami jako byli Johnny Bucyk, John McKenzie, Derek Sanderson, Ken Hodge, Dallas Smith a brankář Gerry Cheevers se „Velcí zlí Bruins“ stali předním týmem ligy od šedesátých do osmdesátých let.
V roce 1970, Bobby Orr svým gólem v prodloužení rozhodl finále Stanley Cupu proti St. Louis Blues a ukončil tak sérii 29 let bez poháru. Ve stejné sezoně navíc Orr získal nejvíce trofejí. Získal Norris Trophy pro nejlepšího obránce, Art Ross Trophy, Hart Memorial Trophy pro nejužitečnějšího hráče ligy a Conn Smythe Trophy pro nejužitečnějšího hráče play-off. Je stále jediným hráčem, kterému se povedlo vyhrát v jedné sezoně tyto čtyři trofeje.
V další sezoně se stal trenérem Bruins bývalý obránce Bostonu a Montrealu Tom Johnson a v základní části se podařilo opět překonat několik rekordů. Stále drží rekord v počtu hráčů v nejlepší desítce kanadského bodování základní části. Dostalo se tam hned sedm hráčů. Čtyři z nich navíc překonali hranici sta bodů – byli to Orr, Esposito, Bucyk a Hodge. Navíc se jim povedlo překonat rekord v počtu vítězství v základní části. Ve čtvrtfinále play-off je ale vyřadili Montreal Canadiens s nováčkem Kenem Drydenem v brance.
Další sezona sice nebyla v základní části tak vydařená, ale v play-off se Bruins dostali až do finále, kde porazili New York Rangers v šestizápasové sérii. Zadák Rangers Brad Park, pak o Orrovi prohlásil, že rozdíl nedělal, ale sám rozdílem byl.
Po zbytek sedmdesátých let zůstali Bruins stále silní, i přesto, že ztratili Cheeverse, McKenzieho i Sandersona. V roce 1974 se dostali opět do finále Stanley Cupu, ale prohráli s Philadelphia Flyers.
Na další sezonu si nový kouč Don Cherry přivedl do týmu pár rváčů, Bruins ale stále dokázali soutěžit na nejvyšších příčkách ligy.
V roce 1976 pak odešel Bobby Orr do Chicaga, kde v roce 1979 ukončil kariéru po mnoha operacích kolene. Dále Bruins vyměnili Esposita do New York Rangers za Brada Parka, Jeana Ratella, Carola Vadnaise a Joa Zanussiho. Park pak zaplnil díru v obraně po Bobbym Orrovi. Bruins se v té sezoně dostali do semifinále, kde prohráli s Philadelphií.
Gerry Cheevers se po sezoně vrátil zpět a Bruins se dostali přes Flyers do finále play-off, ale prohráli s Montrealem. Příběh se opakoval v roce 1978, s tím rozdílem, že Bruins měli velmi vyrovnaný útok – 11 hráčů překonalo hranici dvaceti gólů, což je dosud platný rekord NHL. Potom se Johnny Bucyk rozhodl ukončit kariéru, což znamenalo pro Bruins další velkou ztrátu.
V semifinále roku 1979 pak Bruins narazili opět na Canadiens. Ve třetí třetině sedmého zápasu vedli Bruins o gól, ale dostali se do oslabení za příliš mnoho hráčů na ledě, což pomohlo Canadiens vyrovnat a v prodloužení skóre otočit. Trenér Bruins Don Cherry pak odešel do Colorada.
23. prosince 1979 v newyorské Madison Square Garden, fanoušek New York Rangers ukradl hokejku Stana Jonathana při strkanici po konci zápasu a poté ho s ní praštil. Terry O'Reilly, pozdější kapitán Bruins, poté s některými svými spoluhráči vylezl do hlediště a porval se s některými fanoušky. Dostal za to trest na osm zápasů.

### Osmdesátá a devadesátá léta

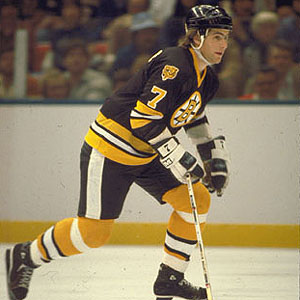
Ray Bourque, legendární obránce a držitel několika rekordů NHL

V roce 1979 pak přišel do týmu další skvělý obránce a opět, hvězda Bruins v dalších dekádách, Ray Bourque. S hvězdami jakými byli právě Bourque, Park a dále Rick Middleton, se Bruins každý rok v osmdesátých letech podařilo dostat do play-off, nedostávali se ale moc daleko. V základní části dosáhli největšího úspěchu v roce 1983, kdy skončili první a jejich brankář Pete Peeters vyhrál Vezina Trophy pro nejlepšího gólmana ligy.
Bourque, Cam Neely a Keith Crowder vedli Bruins do dalšího finále Stanley Cupu v roce 1988. S Edmonton Oilers ale vypadli již po čtyřech zápasech. Z těchto čtyř zápasů ale hráli Oilers tři doma. Čtvrtý zápas byl původně plánován v bostonské Boston Garden, ale za vyrovnaného stavu ve třetí třetině vypadl proud a zápas byl anulován. Čtvrtý zápas se tak hrál až později v edmontonské aréně Northlands Coliseum.
V roce 1990 s Bourquem, Neelym, Craigem Janneym, Bobbym Carpenterem, Donem Sweeneym a bývalým brankářem Oilers Andym Moogem, se Bruins dostali opět do finále, ale opět podlehli Edmontonu, tentokrát až po pěti zápasech.
V letech 1988, 1990, 1992 a 1994 vždy narazili v play-off i na Montreal Canadiens a pokaždé je vyřadili. Bostonští fanoušci to brali jako pomstu za četná vítězství Canadiens v éře „Original Six“. V letech 1991 a 1992 byli Bruins pokaždé vyřazeni ve finále konference Pittsburghem, který vedl Mario Lemieux.
Od roku 1993 se Bruins až nedokázali dostat v play-off moc daleko, i přesto, že měli talentované zbraně, kterými byli Adam Oates, Jozef Stümpel a Rick Tocchet. V roce 1993 skončili Bruins druzí v základní části, ale v prvním kole play-off je vyřadili Buffalo Sabres. Při předávání ocenění hodně členů týmu skončilo na druhých místech – Bourque na Norris Trophy, Oates na Art Ross Trophy a Lady Byng Memorial Trophy, Joe Juneau na Calder Memorial Trophy, Dave Poulin na Frank J. Selke Trophy, Moog na William M. Jennings Trophy a trenér Brian Sutter na Jack Adams Award. Ray Bourque se ale dostal do prvního All-Star týmu a Juneau do týmu nejlepších nováčků.
V roce 1995 se Bruins stěhovali z Boston Garden. Poslední oficiální zápas byla prohra v play-off s New Jersey Devils, v září téhož roku se zde ale hrál i exhibiční zápas s Montrealem. Bruins se na další sezonu přestěhovali do FleetCenteru, který se nyní jmenuje TD Garden.
V roce 1997, Bruins se poprvé po třiceti letech nedokázali dostat do play-off. Třicetiletá šňůra účastí v play-off je tak rekordem mezi všemi profesionálními týmy hrající nejvyšší severoamerické ligy.
Největším rivalem Bostonu jsou Montreal Canadiens, na které v play-off narazili v historii třicetkrát. Dalším velkým rivalem je tým New York Rangers. Velkými rivaly byli také Hartford Whalers, než se přestěhovali do Severní Karolíny.

### 21. století

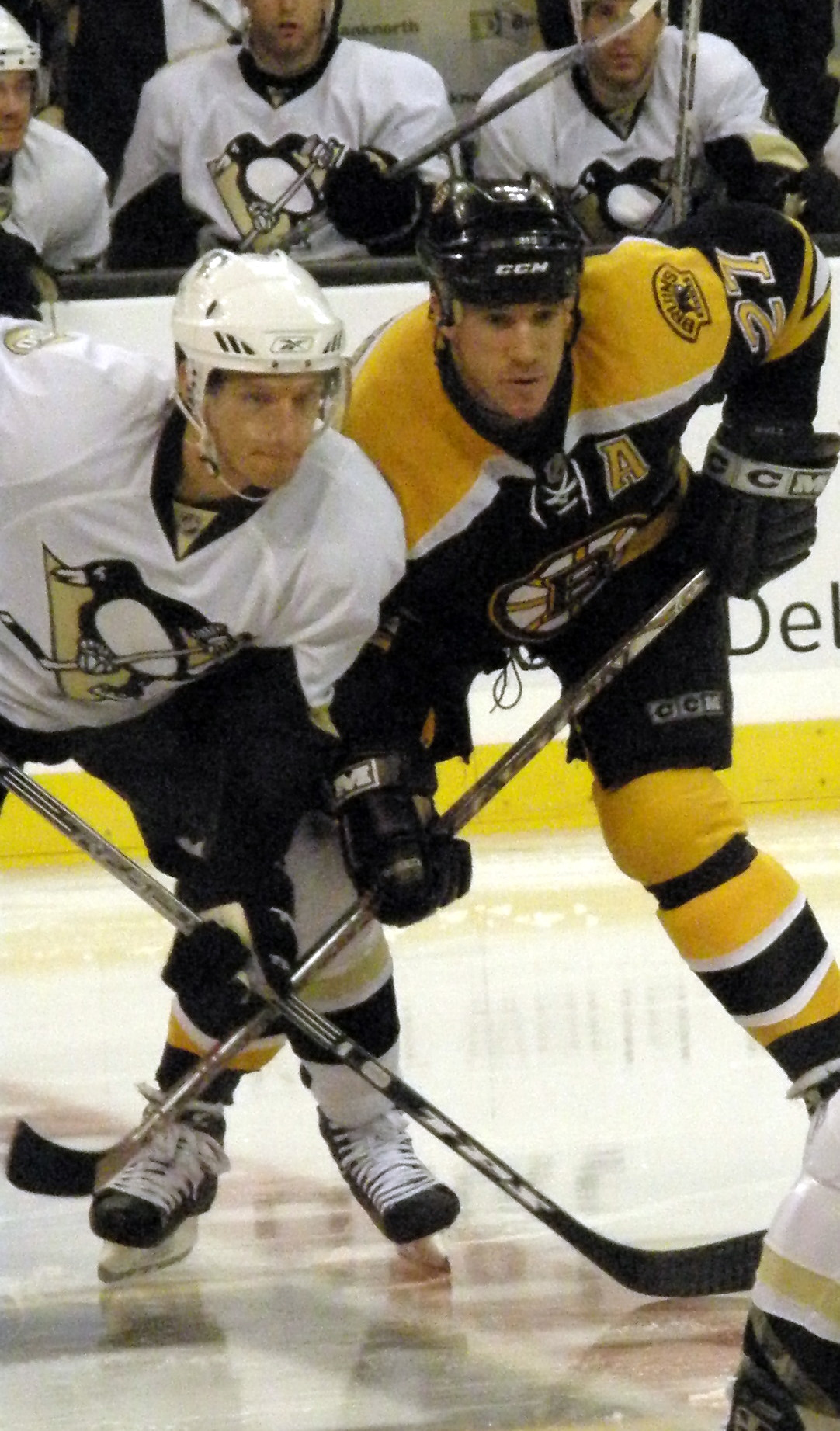
Glen Murray (vpravo), prožil začátek i konec své kariéry v Bostonu

V roce 2001 se Bruins, pod novým koučem Mikem Keenanem opět nedokázali dostat do play-off. Nejlepším střelcem byl Jason Allison.
O rok později ale noví Bruins vyhráli poprvé od roku 1993 Severovýchodní divizi. V týmu dominovali nové hvězdy Joe Thornton, Sergei Samsonov, Brian Rolston, Bill Guerin, Mike Knuble a Glen Murray. V play-off je ale hned v prvním kole vyřadili Canadiens.
V sezoně 2002–03 střídali Bruins dva brankáře – Steva Shieldse a Johna Grahama. V polovině sezony se ale jedničkou týmu stal nově příchozí veterán Jeff Hackett. Tým vypadl v play-off s pozdějším šampionem New Jersey Devils.
Další sezonu začal v bráně bývalý brankář Maple Leafs Felix Potvin. V sezoně ho ale nahradil Andrew Raycroft, který dovedl tým k dalšímu vítězství divize a sebe k vítězství Calder Memorial Trophy. Bruins vypadli v play-off s Montrealem.
Další sezona se kvůli stávce nekonala a tak se Bruins snažili pracovat především na lovení volných hráčů. Do týmu přišli Alexej Žamnov a Brian Leetch. Kapitán týmu Thornton byl vyměněn do San Jose Sharks za Marca Sturma, Brada Stuarta a Wayna Primeaua. V další sezoně startoval jako první brankář Fin Hannu Toivonen, ale ten se později zranil a novou jedničkou se stal Tim Thomas. Bruins se poprvé po pěti letech nedostali do play-off. Nový generální manažer Peter Chiarelli po sezoně přivedl obránce Zdena Cháru a útočníka Marca Savarda.
Sezona 2006–07 dopadla bídně, Bruins skončili v divizi na posledním místě. V další sezoně vypadli Bruins v play-off s Montrealem. Po většinu sezony byl zraněn šikovný útočník Patrice Bergeron, ale mladíci David Krejčí, Milan Lucic, Vladimír Sobotka a Petteri Nokelainen ho dokázali výborně nahradit.

### Omlazení týmu

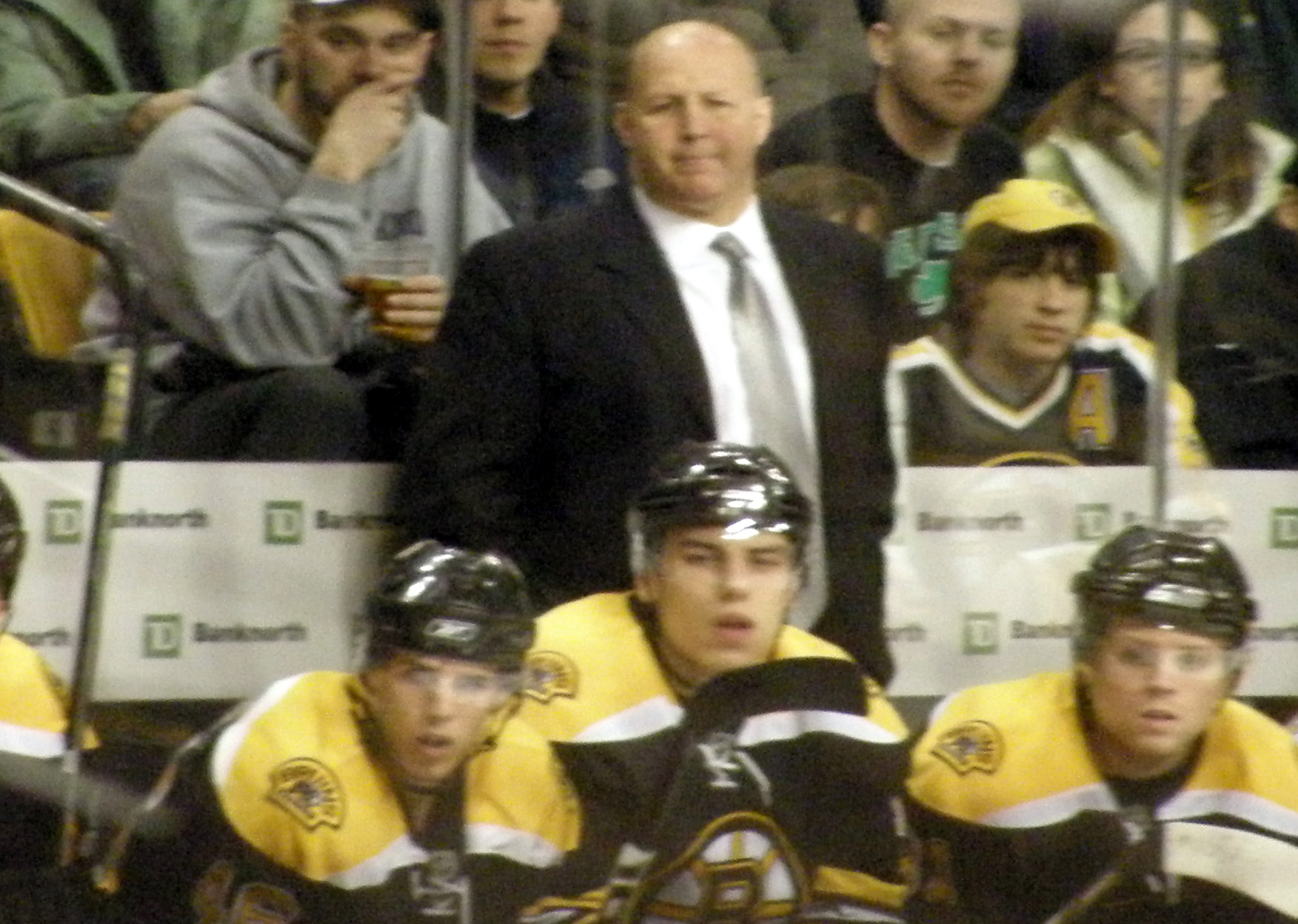
Kouč Claude Julien, po jehož příchodu šlo mužstvo hodně nahoru

Po této neúspěšné sezoně tak přišly změny. Trenéra Dava Lewise vystřídal značně lepší Claude Julien. Bruins dostali také nové logo, které se ale od starého příliš neliší.
V sezoně 2007–08 získali Bruins zpět ztracený respekt, dostali se do play-off ale v sedmizápasové bitvě je vyřadili Canadiens. Bruins ale opět získali i zájem fanoušků Nové Anglie, kteří preferovali jiné profesionální týmy z Bostonu (nehrající hokej).
V další sezoně se Bruins hodně dobře vedlo a dokonce se začalo mluvit o comebacku „Velkých zlých Bruins“. Bruins vyhráli Východní konferenci, v play-off vyřadili rychle Montreal ale poté nestačili na Carolina Hurricanes. V dovednostní soutěži o nejtvrdší střelu na All-Star víkendu překonal bek Zdeno Chára rekord. Ten stanovil na 169,7 km/h.
Po sezoně opustil tým jeden z nejlepších defenzivních útočníků ligy, Per-Johan Axelsson, který odešel do švédského týmu Frölunda HC. Dalším ztraceným hráčem se stal mladý a vynikající útočník Phil Kessel, který odešel do Toronta.
1. ledna 2010 hráli Bruins na baseballovém Fenway Parku Winter Classic a porazili Philadelphia Flyers 2:1. Po tomto zápase se ale Bruins přestalo dařit i díky četným zraněním.

## Úspěchy
- Vítěz Stanley Cupu (6×)
  - 1928/29, 1938/39, 1940/41, 1969/70, 1971/72, 2010/11
- Vítěz základní části (4×)
  - 1989/90, 2013/14, 2019/20, 2022/23
- Vítěz konference Prince z Walesu (východní konference) (18×)
  - 1927/28, 1928/29, 1929/30, 1930/31, 1932/33, 1934/35, 1937/38, 1938/39, 1939/40, 1940/41, 1970/71, 1971/72, 1973/74, 1987/88, 1989/90, 2010/11, 2012/13, 2018/19
- Vítěz americké divize (7×)
  - 1927/28, 1928/29, 1929/30, 1930/31, 1932/33, 1934/35, 1937/38
- Vítěz východní divize (3×)
  - 1970/71, 1971/72, 1973/74
- Vítěz Adamsovy divize (9×)
  - 1975/76, 1976/77, 1977/78, 1978/79, 1982/83, 1983/84, 1989/90, 1990/91, 1992/93
- Vítěz severovýchodní divize (5×)
  - 2001/02, 2003/04, 2008/09, 2010/11, 2011/12
- Vítěz atlantické divize (2×)
  - 2013/14, 2022/23

## Vlastník týmu
Od roku 1975 je vlastníkem týmu Jeremy Jacobs. Ten reprezentuje tým ve výboru ředitelů, který sám šéfuje. Jacobs bývá často označován jako jedna z nejvlivnějších osobností ve sportech prestižními sportovními magazíny.
Principálem týmu je Charlie Jacobs, generálním manažerem Don Sweeney, viceprezidentem Cam Neely a hlavním poradcem Harry Sinden.

## Média
Přímé přenosy zajišťuje už zhruba třicet let NESN, komentátory jsou Jack Edwards a Andy Brickley.

## Individuální trofeje
Zdroj:
| Počet                                                           | Hráč                         | Roky                                                                                   |
| --------------------------------------------------------------- | ---------------------------- | -------------------------------------------------------------------------------------- |
| Maurice Richard Trophy (nejvyšší počet branek v ZČ)             |                              |                                                                                        |
| 1                                                               | David Pastrňák               | 2019/2020                                                                              |
| Art Ross Trophy (vítěz kanadského bodování)                     |                              |                                                                                        |
| 5                                                               | Phil Esposito                | 1968/1969, 1970/1971, 1971/1972, 1972/1973, 1973/1974                                  |
| 2                                                               | Bobby Orr                    | 1969/1970, 1974/1975                                                                   |
| 1                                                               | Joe Thornton                 | 2005/2006                                                                              |
| Bill Masterton Memorial Trophy (oddanost a věrnost hokeji)      |                              |                                                                                        |
| 1                                                               | Charlie Simmer               | 1985/1986                                                                              |
| 1                                                               | Gord Kluzak                  | 1989/1990                                                                              |
| 1                                                               | Cam Neely                    | 1993/1994                                                                              |
| 1                                                               | Phil Kessel                  | 2006/2007                                                                              |
| Calder Memorial Trophy (nejlepší nováček)                       |                              |                                                                                        |
| 1                                                               | Frank Brimsek                | 1938/1939                                                                              |
| 1                                                               | Jack Gelineau                | 1949/1950                                                                              |
| 1                                                               | Larry Regan                  | 1956/1957                                                                              |
| 1                                                               | Bobby Orr                    | 1966/1967                                                                              |
| 1                                                               | Derek Sanderson              | 1967/1968                                                                              |
| 1                                                               | Ray Bourque                  | 1979/1980                                                                              |
| 1                                                               | Sergej Samsonov              | 1997/1998                                                                              |
| 1                                                               | Andrew Raycroft              | 2003/2004                                                                              |
| Conn Smythe Trophy (nejužitečnější hráč play off)               |                              |                                                                                        |
| 2                                                               | Bobby Orr                    | 1969/1970, 1971/1972                                                                   |
| 1                                                               | Tim Thomas                   | 2010/2011                                                                              |
| Frank J. Selke Trophy (nejlépe bránící útočník)                 |                              |                                                                                        |
| 1                                                               | Steve Kasper                 | 1981/1982                                                                              |
| 6                                                               | Patrice Bergeron             | 2011/2012, 2013/2014, 2014/2015, 2017/2018, 2021/2022, 2022/2023                       |
| Hart Memorial Trophy (nejužitečnější hráč)                      |                              |                                                                                        |
| 4                                                               | Eddie Shore                  | 1932/1933, 1934/1935, 1935/1936, 1937/1938                                             |
| 2                                                               | Bill Cowley                  | 1940/1941, 1942/1943                                                                   |
| 1                                                               | Milt Schmidt                 | 1950/1951                                                                              |
| 2                                                               | Phil Esposito                | 1968/1969, 1973/1974                                                                   |
| 3                                                               | Bobby Orr                    | 1969/1970, 1970/1971, 1971/1972                                                        |
| 1                                                               | Joe Thornton                 | 2005/2006                                                                              |
| Jack Adams Award (nejlepší trenér)                              |                              |                                                                                        |
| 1                                                               | Don Cherry                   | 1975/1976                                                                              |
| 1                                                               | Pat Burns                    | 1997/1998                                                                              |
| 1                                                               | Claude Julien                | 2008/2009                                                                              |
| 1                                                               | Bruce Cassidy                | 2019/2020                                                                              |
| 1                                                               | Jim Montgomery               | 2022/2023                                                                              |
| James Norris Memorial Trophy (nejlepší obránce)                 |                              |                                                                                        |
| 8                                                               | Bobby Orr                    | 1967/1968, 1968/1969, 1969/1970, 1970/1971, 1971/1972, 1972/1973, 1973/1974, 1974/1975 |
| 5                                                               | Ray Bourque                  | 1986/1987, 1987/1988, 1989/1990, 1990/1991, 1993/1994                                  |
| 1                                                               | Zdeno Chára                  | 2008/2009                                                                              |
| King Clancy Memorial Trophy (hráčská a lidská kvalita)          |                              |                                                                                        |
| 1                                                               | Ray Bourque                  | 1991/1992                                                                              |
| 1                                                               | Dave Poulin                  | 1992/1993                                                                              |
| 1                                                               | Patrice Bergeron             | 2012/2013                                                                              |
| Lady Byng Memorial Trophy (nejslušnější hráč)                   |                              |                                                                                        |
| 3                                                               | Bobby Bauer                  | 1939/1940, 1940/1941, 1946/1947                                                        |
| 1                                                               | Don McKenny                  | 1959/1960                                                                              |
| 2                                                               | John Bucyk                   | 1970/1971, 1973/1974                                                                   |
| 1                                                               | Rick Middleton               | 1981/1982                                                                              |
| Ted Lindsay Award (nejužitečnější hráč dle NHLPA)               |                              |                                                                                        |
| 2                                                               | Phil Esposito                | 1970/1971, 1972/1973                                                                   |
| 1                                                               | Bobby Orr                    | 1974/1975                                                                              |
| Lester Patrick Trophy (rozvoj ledního hokeje)                   |                              |                                                                                        |
| 1                                                               | Charles F. Adams             | 1966/1967                                                                              |
| 1                                                               | Walter A. Brown              | 1967/1968                                                                              |
| 1                                                               | Eddie Shore                  | 1969/1970                                                                              |
| 1                                                               | Cooney Weiland               | 1971/1972                                                                              |
| 1                                                               | John Bucyk                   | 1976/1977                                                                              |
| 1                                                               | Phil Esposito                | 1977/1978                                                                              |
| 1                                                               | Bobby Orr                    | 1978/1979                                                                              |
| 1                                                               | Milt Schmidt                 | 1995/1996                                                                              |
| 1                                                               | Harry Sinden                 | 1998/1999                                                                              |
| 1                                                               | Willie O'Ree                 | 2002/2003                                                                              |
| 1                                                               | Ray Bourque                  | 2002/2003                                                                              |
| Vezina Trophy (nejlepší brankář)                                |                              |                                                                                        |
| 4                                                               | Tiny Thompson                | 1929/1930, 1932/1933, 1935/1936, 1937/1938                                             |
| 2                                                               | Frank Brimsek                | 1938/1939, 1941/1942                                                                   |
| 1                                                               | Pete Peeters                 | 1982/1983                                                                              |
| 1                                                               | Tim Thomas                   | 2008/2009                                                                              |
| 1                                                               | Tuukka Rask                  | 2013/2014                                                                              |
| 1                                                               | Linus Ullmark                | 2022/2023                                                                              |
| Roger Crozier Saving Grace Award (největší % chycených střel)   |                              |                                                                                        |
| 1                                                               | Tim Thomas                   | 2008/2009                                                                              |
| 1                                                               | Linus Ullmark                | 2022/2023                                                                              |
| NHL Plus/Minus Award (vítěz plus/minus)                         |                              |                                                                                        |
| 1                                                               | David Krejčí                 | 2008/2009                                                                              |
| 1                                                               | Zdeno Chára                  | 2010/2011                                                                              |
| 1                                                               | Patrice Bergeron             | 2011/2012                                                                              |
| 1                                                               | Hampus Lindholm              | 2022/2023                                                                              |
| William M. Jennings Trophy (nejmenší počet inkasovaných branek) |                              |                                                                                        |
| 1                                                               | Andy Moog Rejean Lemelin     | 1989/1990                                                                              |
| 1                                                               | Tim Thomas Manny Fernandez   | 2008/2009                                                                              |
| 1                                                               | Linus Ullmark Jeremy Swayman | 2022/2023                                                                              |

## Individuální rekordy jednotlivých sezón

### Základní část
- Zdroj zde

| 1924/1925 |
| 1925/1926 |
| 1926/1927 |
| 1927/1928 |
| 1928/1929 |
| 1929/1930 |
| 1930/1931 |
| 1931/1932 |
| 1932/1933 |
| 1933/1934 |
| 1934/1935 |
| 1935/1936 |
| 1936/1937 |
| 1937/1938 |
| 1938/1939 |
| 1939/1940 |
| 1940/1941 |
| 1941/1942 |
| 1942/1943 |
| 1943/1944 |
| 1944/1945 |
| 1945/1946 |
| 1946/1947 |
| 1947/1948 |
| 1948/1949 |
| 1949/1950 |
| 1950/1951 |
| 1951/1952 |
| 1952/1953 |
| 1953/1954 |
| 1954/1955 |
| 1955/1956 |
| 1956/1957 |
| 1957/1958 |
| 1958/1959 |
| 1959/1960 |
| 1960/1961 |
| 1961/1962 |
| 1962/1963 |
| 1963/1964 |
| 1964/1965 |
| 1965/1966 |
| 1966/1967 |
| 1967/1968 |
| 1968/1969 |
| 1969/1970 |
| 1970/1971 |
| 1971/1972 |
| 1972/1973 |
| 1973/1974 |
| 1974/1975 |
| 1975/1976 |
| 1976/1977 |
| 1977/1978 |
| 1978/1979 |
| 1979/1980 |
| 1980/1981 |
| 1981/1982 |
| 1982/1983 |
| 1983/1984 |
| 1984/1985 |
| 1985/1986 |
| 1986/1987 |
| 1987/1988 |
| 1988/1989 |
| 1989/1990 |
| 1990/1991 |
| 1991/1992 |
| 1992/1993 |
| 1993/1994 |
| 1994/1995 |
| 1995/1996 |
| 1996/1997 |
| 1997/1998 |
| 1998/1999 |
| 1999/2000 |
| 2000/2001 |
| 2001/2002 |
| 2002/2003 |
| 2003/2004 |
| 2004/2005 |
| 2005/2006 |
| 2006/2007 |
| 2007/2008 |
| 2008/2009 |
| 2009/2010 |
| 2010/2011 |
| 2011/2012 |
| 2012/2013 |
| 2013/2014 |
| 2014/2015 |
| 2015/2016 |
| 2016/2017 |
| 2017/2018 |
| 2018/2019 |
| 2019/2020 |
| 2020/2021 |
| 2021/2022 |
| 2022/2023 |
| 2023/2024 |
| 2024/2025 |

| Jimmy Herberts                   | 17 |
| Carson Cooper                    | 28 |
| Frank Fredrickson a Harry Oliver | 18 |
| Harry Oliver                     | 13 |
| Harry Oliver                     | 17 |
| Cooney Weiland                   | 43 |
| Cooney Weiland                   | 25 |
| Marty Barry                      | 21 |
| Marty Barry                      | 24 |
| Marty Barry                      | 27 |
| Nels Stewart a Dit Clapper       | 21 |
| Jack Beattie a Cooney Weiland    | 14 |
| Charlie Sands                    | 18 |
| Bobby Bauer                      | 20 |
| Roy Conacher                     | 26 |
| Milt Schmidt a Woody Dumart      | 22 |
| Roy Conacher                     | 24 |
| Roy Conacher                     | 24 |
| Bill Cowley                      | 27 |
| Herb Cain                        | 36 |
| Herb Cain                        | 32 |
| Woody Dumart                     | 22 |
| Bobby Bauer                      | 30 |
| Grant Warwick a Pete Babando     | 23 |
| Grant Warwick a Johnny Peirson   | 22 |
| Johnny Peirson                   | 27 |
| Milt Schmidt                     | 22 |
| Milt Schmidt                     | 21 |
| Fleming Mackell                  | 27 |
| Johnny Peirson                   | 21 |
| Leo Labine                       | 24 |
| Vic Stasiuk                      | 19 |
| Real Chevrefils                  | 31 |
| Bronco Horvath                   | 30 |
| Don McKenney                     | 32 |
| Bronco Horvath                   | 39 |
| Don McKenney                     | 36 |
| Don McKenney                     | 22 |
| John Bucyk                       | 27 |
| Murray Oliver                    | 24 |
| John Bucyk                       | 26 |
| John Bucyk                       | 27 |
| Pit Martin                       | 20 |
| Phil Esposito                    | 35 |
| Phil Esposito                    | 49 |
| Phil Esposito                    | 43 |
| Phil Esposito                    | 76 |
| Phil Esposito                    | 66 |
| Phil Esposito                    | 55 |
| Phil Esposito                    | 68 |
| Phil Esposito                    | 61 |
| John Bucyk a Jean Ratelle        | 36 |
| Peter McNab                      | 38 |
| Peter McNab                      | 41 |
| Rick Middleton                   | 38 |
| Rick Middleton a Peter McNab     | 40 |
| Rick Middleton                   | 44 |
| Rick Middleton                   | 51 |
| Rick Middleton                   | 49 |
| Rick Middleton                   | 47 |
| Charlie Simmer                   | 34 |
| Keith Crowder                    | 38 |
| Cam Neely                        | 36 |
| Cam Neely                        | 42 |
| Cam Neely                        | 37 |
| Cam Neely                        | 55 |
| Cam Neely                        | 51 |
| Vladimír Růžička                 | 39 |
| Adam Oates                       | 45 |
| Cam Neely                        | 50 |
| Cam Neely                        | 27 |
| Rick Tocchet                     | 29 |
| Ted Donato                       | 25 |
| Jason Allison                    | 33 |
| Dmytro Chrystyč                  | 29 |
| Joe Thornton                     | 23 |
| Bill Guerin                      | 40 |
| Bill Guerin a Glen Murray        | 41 |
| Glen Murray                      | 44 |
| Glen Murray                      | 32 |
| stávka                           |    |
| Patrice Bergeron                 | 31 |
| Glen Murray                      | 28 |
| Marco Sturm                      | 27 |
| Phil Kessel                      | 36 |
| Marco Sturm                      | 22 |
| Milan Lucic                      | 30 |
| Tyler Seguin                     | 29 |
| Brad Marchand                    | 18 |
| Patrice Bergeron a Jarome Iginla | 30 |
| Patrice Bergeron                 | 23 |
| Brad Marchand                    | 37 |
| Brad Marchand                    | 39 |
| David Pastrňák                   | 35 |
| David Pastrňák                   | 38 |
| David Pastrňák                   | 48 |
| Brad Marchand                    | 29 |
| David Pastrňák                   | 40 |
| David Pastrňák                   | 61 |
| David Pastrňák                   | 47 |
| David Pastrňák                   | 43 |

| Jimmy Herberts                     | 7   |
| Jimmy Herberts a Sprague Cleghorn  | 5   |
| Frank Fredrickson                  | 13  |
| Eddie Shore                        | 6   |
| Bill Carson                        | 8   |
| Norm Gainor                        | 31  |
| Eddie Shore                        | 16  |
| Dit Clapper                        | 22  |
| Eddie Shore                        | 27  |
| Nels Stewart                       | 27  |
| Eddie Shore                        | 26  |
| Jack Beattie                       | 18  |
| Bill Cowley                        | 22  |
| Bill Cowley                        | 22  |
| Bill Cowley                        | 34  |
| Milt Schmidt                       | 30  |
| Bill Cowley                        | 45  |
| Bill Cowley                        | 23  |
| Bill Cowley                        | 45  |
| Herb Cain                          | 46  |
| Bill Cowley                        | 40  |
| Don Gallinger                      | 23  |
| Milt Schmidt                       | 35  |
| Don Gallinger                      | 21  |
| Paul Ronty                         | 29  |
| Paul Ronty                         | 36  |
| Milt Schmidt                       | 39  |
| Johnny Peirson                     | 30  |
| Milt Schmidt                       | 23  |
| Fleming Mackell                    | 32  |
| Fleming Mackell                    | 24  |
| Don McKenney                       | 24  |
| Don McKenney                       | 39  |
| Fleming Mackell                    | 40  |
| John Bucyk                         | 36  |
| Don McKenney                       | 49  |
| Jerry Toppazzini                   | 35  |
| John Bucyk                         | 40  |
| Murray Oliver                      | 40  |
| Murray Oliver                      | 44  |
| John Bucyk                         | 29  |
| Murray Oliver                      | 42  |
| John Bucyk                         | 30  |
| Phil Esposito                      | 49  |
| Phil Esposito                      | 77  |
| Bobby Orr                          | 87  |
| Bobby Orr                          | 102 |
| Bobby Orr                          | 80  |
| Phil Esposito                      | 75  |
| Bobby Orr                          | 90  |
| Bobby Orr                          | 89  |
| Jean Ratelle                       | 69  |
| Jean Ratelle                       | 61  |
| Terry O'Reilly                     | 61  |
| Terry O'Reilly                     | 51  |
| Rick Middleton                     | 52  |
| Rick Middleton                     | 59  |
| Ray Bourque                        | 49  |
| Barry Pederson                     | 61  |
| Barry Pederson                     | 77  |
| Ray Bourque                        | 66  |
| Ken Linseman a Ray Bourque         | 58  |
| Ray Bourque                        | 72  |
| Ray Bourque                        | 64  |
| Craig Janney                       | 46  |
| Ray Bourque                        | 65  |
| Ray Bourque                        | 73  |
| Adam Oates                         | 79  |
| Adam Oates                         | 97  |
| Adam Oates                         | 80  |
| Adam Oates                         | 41  |
| Adam Oates                         | 67  |
| Jozef Stümpel                      | 55  |
| Jason Allison                      | 50  |
| Jason Allison                      | 53  |
| Joe Thornton                       | 37  |
| Jason Allison                      | 59  |
| Jozef Stümpel                      | 50  |
| Joe Thornton                       | 65  |
| Joe Thornton                       | 50  |
| stávka                             |     |
| Brad Boyes                         | 43  |
| Marc Savard                        | 74  |
| Marc Savard                        | 63  |
| Marc Savard                        | 63  |
| Zdeno Chára                        | 37  |
| David Krejčí                       | 49  |
| Patrice Bergeron                   | 42  |
| David Krejčí                       | 23  |
| David Krejčí                       | 50  |
| Patrice Bergeron a Dougie Hamilton | 32  |
| David Krejčí                       | 46  |
| Brad Marchand                      | 46  |
| Brad Marchand                      | 51  |
| Brad Marchand                      | 64  |
| Brad Marchand                      | 59  |
| Brad Marchand                      | 40  |
| Brad Marchand                      | 48  |
| David Pastrňák                     | 52  |
| David Pastrňák                     | 63  |
| David Pastrňák                     | 63  |

| Jimmy Herberts                  | 24  |
| Jimmy Herberts a Carson Cooper  | 31  |
| Frank Fredrickson               | 31  |
| Harry Oliver                    | 18  |
| Harry Oliver                    | 23  |
| Cooney Weiland                  | 73  |
| Cooney Weiland                  | 38  |
| Dit Clapper                     | 39  |
| Marty Barry                     | 37  |
| Marty Barry a Nels Stewart      | 39  |
| Marty Barry                     | 40  |
| Jack Beattie                    | 32  |
| Bill Cowley                     | 35  |
| Bill Cowley                     | 39  |
| Bill Cowley                     | 42  |
| Milt Schmidt                    | 52  |
| Bill Cowley                     | 62  |
| Roy Conacher                    | 37  |
| Bill Cowley                     | 72  |
| Herb Cain                       | 82  |
| Bill Cowley                     | 65  |
| Don Gallinger                   | 40  |
| Milt Schmidt                    | 62  |
| Grant Warwick                   | 40  |
| Paul Ronty                      | 49  |
| Paul Ronty                      | 59  |
| Milt Schmidt                    | 61  |
| Milt Schmidt a Johnny Peirson   | 50  |
| Fleming Mackell                 | 44  |
| Fleming Mackell a Ed Sandford   | 47  |
| Leo Labine a Don McKenney       | 42  |
| Vic Stasiuk                     | 37  |
| Don McKenney                    | 60  |
| Bronco Horvath                  | 66  |
| Don McKenney                    | 62  |
| Bronco Horvath                  | 80  |
| Jerry Toppazzini                | 50  |
| John Bucyk                      | 60  |
| John Bucyk                      | 66  |
| Murray Oliver                   | 68  |
| John Bucyk                      | 55  |
| Murray Oliver                   | 60  |
| John Bucyk                      | 48  |
| Phil Esposito                   | 84  |
| Phil Esposito                   | 126 |
| Bobby Orr                       | 120 |
| Phil Esposito                   | 152 |
| Phil Esposito                   | 133 |
| Phil Esposito                   | 130 |
| Phil Esposito                   | 145 |
| Bobby Orr                       | 135 |
| Jean Ratelle                    | 105 |
| Jean Ratelle                    | 94  |
| Terry O'Reilly                  | 90  |
| Rick Middleton                  | 86  |
| Rick Middleton                  | 92  |
| Rick Middleton                  | 103 |
| Rick Middleton                  | 94  |
| Barry Pederson                  | 107 |
| Barry Pederson                  | 116 |
| Ray Bourque                     | 86  |
| Keith Crowder                   | 84  |
| Ray Bourque                     | 95  |
| Ray Bourque                     | 81  |
| Cam Neely                       | 75  |
| Cam Neely                       | 92  |
| Ray Bourque                     | 94  |
| Adam Oates                      | 99  |
| Adam Oates                      | 142 |
| Adam Oates                      | 112 |
| Adam Oates                      | 53  |
| Adam Oates                      | 92  |
| Jozef Stümpel                   | 76  |
| Jason Allison                   | 83  |
| Jason Allison                   | 76  |
| Joe Thornton                    | 60  |
| Jason Allison                   | 95  |
| Glen Murray                     | 71  |
| Joe Thornton                    | 101 |
| Joe Thornton                    | 73  |
| stávka                          |     |
| Patrice Bergeron                | 73  |
| Marc Savard                     | 96  |
| Marc Savard                     | 78  |
| Marc Savard                     | 88  |
| Patrice Bergeron a David Krejčí | 52  |
| Milan Lucic a David Krejčí      | 62  |
| Tyler Seguin                    | 67  |
| Brad Marchand                   | 36  |
| David Krejčí                    | 69  |
| Patrice Bergeron                | 55  |
| Patrice Bergeron                | 68  |
| Brad Marchand                   | 85  |
| Brad Marchand                   | 85  |
| Brad Marchand                   | 100 |
| David Pastrňák                  | 95  |
| Brad Marchand                   | 69  |
| Brad Marchand                   | 80  |
| David Pastrňák                  | 113 |
| David Pastrňák                  | 110 |
| David Pastrňák                  | 106 |

## Češi a Slováci v Boston Bruins
| Sezóna                                                                   | Hráči – Češi                                                                           | Hráči – Slováci               | Soupiska       | Playoffs       |                |                |                |                |                |                |
| 1990/1991                                                                | Vladimír Růžička                                                                       | nikdo                         | Zde            |                |                |                |                |                |                |                |
| 1991/1992                                                                | Vladimír Růžička • Petr Prajsler                                                       | Jozef Stümpel                 | Zde            |                |                |                |                |                |                |                |
| 1992/1993                                                                | Vladimír Růžička                                                                       | Jozef Stümpel                 | Zde            |                |                |                |                |                |                |                |
| 1993/1994                                                                | nikdo                                                                                  | Jozef Stümpel                 | Zde            |                |                |                |                |                |                |                |
| 1994/1995                                                                | nikdo                                                                                  | Jozef Stümpel                 | Zde            |                |                |                |                |                |                |                |
| 1995/1996                                                                | nikdo                                                                                  | Jozef Stümpel                 | Zde            |                |                |                |                |                |                |                |
| 1996/1997                                                                | nikdo                                                                                  | Jozef Stümpel                 | Zde            | Ne             |                |                |                |                |                |                |
| 1997/1998                                                                | nikdo                                                                                  | nikdo                         | Zde            |                |                |                |                |                |                |                |
| 1998/1999                                                                | nikdo                                                                                  | nikdo                         | Zde            |                |                |                |                |                |                |                |
| 1999/2000                                                                | nikdo                                                                                  | nikdo                         | Zde            | Ne             |                |                |                |                |                |                |
| 2000/2001                                                                | Zdeněk Kutlák • Pavel Kolařík                                                          | nikdo                         | Zde            | Ne             |                |                |                |                |                |                |
| 2001/2002                                                                | Pavel Kolařík • Ivan Huml                                                              | Jozef Stümpel                 | Zde            |                |                |                |                |                |                |                |
| 2002/2003                                                                | Zdeněk Kutlák • Ivan Huml • Michal Grošek                                              | Jozef Stümpel                 | Zde            |                |                |                |                |                |                |                |
| 2003/2004                                                                | Zdeněk Kutlák • Ivan Huml • Michal Grošek • Jiří Šlégr                                 | nikdo                         | Zde            |                |                |                |                |                |                |                |
| 2004/2005                                                                | Sezóna zrušena                                                                         | Sezóna zrušena                | Sezóna zrušena | Sezóna zrušena | Sezóna zrušena | Sezóna zrušena | Sezóna zrušena | Sezóna zrušena | Sezóna zrušena | Sezóna zrušena |
| 2005/2006                                                                | Zdeněk Blatný • Jiří Šlégr                                                             | Milan Jurčina                 | Zde            | Ne             |                |                |                |                |                |                |
| 2006/2007                                                                | Petr Tenkrát • Petr Kalus • David Krejčí                                               | Zdeno Chára                   | Zde            | Ne             |                |                |                |                |                |                |
| 2007/2008                                                                | David Krejčí • Vladimír Sobotka                                                        | Zdeno Chára                   | Zde            |                |                |                |                |                |                |                |
| 2008/2009                                                                | David Krejčí • Vladimír Sobotka                                                        | Zdeno Chára                   | Zde            |                |                |                |                |                |                |                |
| 2009/2010                                                                | David Krejčí • Vladimír Sobotka                                                        | Zdeno Chára • Miroslav Šatan  | Zde            |                |                |                |                |                |                |                |
| 2010/2011                                                                | Stanley Cup - David Krejčí • Tomáš Kaberle                                             | Stanley Cup - Zdeno Chára     | Zde            |                |                |                |                |                |                |                |
| 2011/2012                                                                | David Krejčí                                                                           | Zdeno Chára                   | Zde            |                |                |                |                |                |                |                |
| 2012/2013                                                                | Jaromír Jágr • David Krejčí                                                            | Zdeno Chára                   | Zde            |                |                |                |                |                |                |                |
| 2013/2014                                                                | David Krejčí                                                                           | Zdeno Chára • Andrej Meszároš | Zde            |                |                |                |                |                |                |                |
| 2014/2015                                                                | David Krejčí • David Pastrňák                                                          | Zdeno Chára                   | Zde            | Ne             |                |                |                |                |                |                |
| 2015/2016                                                                | David Krejčí • David Pastrňák                                                          | Zdeno Chára                   | Zde            | Ne             |                |                |                |                |                |                |
| 2016/2017                                                                | David Krejčí • David Pastrňák                                                          | Zdeno Chára • Peter Cehlárik  | Zde            |                |                |                |                |                |                |                |
| 2017/2018                                                                | David Krejčí • David Pastrňák                                                          | Zdeno Chára                   | Zde            |                |                |                |                |                |                |                |
| 2018/2019                                                                | David Krejčí • David Pastrňák • Jakub Zbořil                                           | Zdeno Chára • Peter Cehlárik  | Zde            |                |                |                |                |                |                |                |
| 2019/2020                                                                | David Krejčí • David Pastrňák • Ondřej Kaše                                            | Zdeno Chára • Jaroslav Halák  | Zde            |                |                |                |                |                |                |                |
| 2020/2021                                                                | David Krejčí • David Pastrňák • Ondřej Kaše • Jakub Zbořil • Daniel Vladař             | Jaroslav Halák                | Zde            |                |                |                |                |                |                |                |
| 2021/2022                                                                | David Pastrňák • Jakub Zbořil • Tomáš Nosek                                            | nikdo                         | Zde            |                |                |                |                |                |                |                |
| 2022/2023                                                                | David Pastrňák • Jakub Zbořil • Tomáš Nosek • Pavel Zacha • David Krejčí • Jakub Lauko | nikdo                         | Zde            |                |                |                |                |                |                |                |
| 2023/2024                                                                | David Pastrňák • Jakub Zbořil • Pavel Zacha • Jakub Lauko                              | nikdo                         | Zde            |                |                |                |                |                |                |                |
| 2024/2025                                                                | David Pastrňák • Pavel Zacha • Jakub Lauko                                             | nikdo                         | Zde            | Ne             |                |                |                |                |                |                |
| 2025/2026                                                                | David Pastrňák • Pavel Zacha • Matěj Blümel                                            | nikdo                         | Zde            |                |                |                |                |                |                |                |
| Češi - Zdroj na Eliteprospects.com Slováci - Zdroj na Eliteprospects.com |                                                                                        |                               |                |                |                |                |                |                |                |                |

## Umístění v jednotlivých sezonách
| USA / Kanada (1924 –) |                             |        |                                                                          |                                                                          |                                                                          |                                                                          |                                                                          |                                                                          |                                                                          |                                                                          |                                                                          |                                                                          |                                                                          |                 |
| Sezóny                | Liga                        | Úroveň | Z                                                                        | V                                                                        | VP                                                                       | R                                                                        | PP                                                                       | P                                                                        | VG                                                                       | OG                                                                       | +/-                                                                      | B                                                                        | Pozice                                                                   | Play-off        |
| 1924/25               | NHL                         | 1      | 30                                                                       | 6                                                                        | –                                                                        | 0                                                                        | –                                                                        | 24                                                                       | 49                                                                       | 119                                                                      | -70                                                                      | 12                                                                       | 6.                                                                       | Ne              |
| 1925/26               | NHL                         | 1      | 36                                                                       | 17                                                                       | –                                                                        | 4                                                                        | –                                                                        | 15                                                                       | 92                                                                       | 85                                                                       | +7                                                                       | 38                                                                       | 4.                                                                       | Ne              |
| 1926/27               | NHL (Americká divize)       | 1      | 44                                                                       | 21                                                                       | –                                                                        | 3                                                                        | –                                                                        | 20                                                                       | 97                                                                       | 89                                                                       | +8                                                                       | 45                                                                       | 2.                                                                       | Finále SC       |
| 1927/28               | NHL (Americká divize)       | 1      | 44                                                                       | 20                                                                       | –                                                                        | 11                                                                       | –                                                                        | 13                                                                       | 77                                                                       | 70                                                                       | +7                                                                       | 51                                                                       | 1.                                                                       | Semifinále      |
| 1928/29               | NHL (Americká divize)       | 1      | 44                                                                       | 26                                                                       | –                                                                        | 5                                                                        | –                                                                        | 13                                                                       | 89                                                                       | 52                                                                       | +37                                                                      | 57                                                                       | 1.                                                                       | Vítěz SC        |
| 1929/30               | NHL (Americká divize)       | 1      | 44                                                                       | 38                                                                       | –                                                                        | 1                                                                        | –                                                                        | 5                                                                        | 179                                                                      | 98                                                                       | +81                                                                      | 77                                                                       | 1.                                                                       | Finále SC       |
| 1930/31               | NHL (Americká divize)       | 1      | 44                                                                       | 28                                                                       | –                                                                        | 6                                                                        | –                                                                        | 10                                                                       | 143                                                                      | 90                                                                       | +53                                                                      | 62                                                                       | 1.                                                                       | Semifinále      |
| 1931/32               | NHL (Americká divize)       | 1      | 48                                                                       | 15                                                                       | –                                                                        | 12                                                                       | –                                                                        | 21                                                                       | 122                                                                      | 117                                                                      | +5                                                                       | 42                                                                       | 4.                                                                       | Ne              |
| 1932/33               | NHL (Americká divize)       | 1      | 48                                                                       | 25                                                                       | –                                                                        | 8                                                                        | –                                                                        | 15                                                                       | 124                                                                      | 88                                                                       | +36                                                                      | 58                                                                       | 1.                                                                       | Semifinále      |
| 1933/34               | NHL (Americká divize)       | 1      | 48                                                                       | 18                                                                       | –                                                                        | 5                                                                        | –                                                                        | 25                                                                       | 111                                                                      | 130                                                                      | -19                                                                      | 41                                                                       | 4.                                                                       | Ne              |
| 1934/35               | NHL (Americká divize)       | 1      | 48                                                                       | 26                                                                       | –                                                                        | 6                                                                        | –                                                                        | 16                                                                       | 129                                                                      | 112                                                                      | +17                                                                      | 58                                                                       | 1.                                                                       | Semifinále      |
| 1935/36               | NHL (Americká divize)       | 1      | 48                                                                       | 22                                                                       | –                                                                        | 6                                                                        | –                                                                        | 20                                                                       | 92                                                                       | 83                                                                       | +9                                                                       | 50                                                                       | 2.                                                                       | Čtvrtfinále     |
| 1936/37               | NHL (Americká divize)       | 1      | 48                                                                       | 23                                                                       | –                                                                        | 7                                                                        | –                                                                        | 18                                                                       | 120                                                                      | 110                                                                      | +10                                                                      | 53                                                                       | 2.                                                                       | Čtvrtfinále     |
| 1937/38               | NHL (Americká divize)       | 1      | 48                                                                       | 30                                                                       | –                                                                        | 7                                                                        | –                                                                        | 11                                                                       | 142                                                                      | 89                                                                       | +53                                                                      | 67                                                                       | 1.                                                                       | Semifinále      |
| 1938/39               | NHL                         | 1      | 48                                                                       | 36                                                                       | –                                                                        | 2                                                                        | –                                                                        | 10                                                                       | 156                                                                      | 76                                                                       | +80                                                                      | 74                                                                       | 1.                                                                       | Vítěz SC        |
| 1939/40               | NHL                         | 1      | 48                                                                       | 31                                                                       | –                                                                        | 5                                                                        | –                                                                        | 12                                                                       | 170                                                                      | 98                                                                       | +72                                                                      | 67                                                                       | 1.                                                                       | Semifinále      |
| 1940/41               | NHL                         | 1      | 48                                                                       | 27                                                                       | –                                                                        | 13                                                                       | –                                                                        | 8                                                                        | 168                                                                      | 102                                                                      | +66                                                                      | 67                                                                       | 1.                                                                       | Vítěz SC        |
| 1941/42               | NHL                         | 1      | 48                                                                       | 25                                                                       | –                                                                        | 6                                                                        | –                                                                        | 17                                                                       | 160                                                                      | 118                                                                      | +42                                                                      | 56                                                                       | 3.                                                                       | Semifinále      |
| 1942/43               | NHL                         | 1      | 50                                                                       | 24                                                                       | –                                                                        | 9                                                                        | –                                                                        | 17                                                                       | 195                                                                      | 176                                                                      | +19                                                                      | 57                                                                       | 2.                                                                       | Finále SC       |
| 1943/44               | NHL                         | 1      | 50                                                                       | 19                                                                       | –                                                                        | 5                                                                        | –                                                                        | 26                                                                       | 223                                                                      | 268                                                                      | -45                                                                      | 43                                                                       | 5.                                                                       | Ne              |
| 1944/45               | NHL                         | 1      | 50                                                                       | 16                                                                       | –                                                                        | 4                                                                        | –                                                                        | 30                                                                       | 179                                                                      | 219                                                                      | -40                                                                      | 36                                                                       | 4.                                                                       | Semifinále      |
| 1945/46               | NHL                         | 1      | 50                                                                       | 24                                                                       | –                                                                        | 8                                                                        | –                                                                        | 18                                                                       | 167                                                                      | 156                                                                      | +11                                                                      | 56                                                                       | 2.                                                                       | Finále SC       |
| 1946/47               | NHL                         | 1      | 60                                                                       | 26                                                                       | –                                                                        | 11                                                                       | –                                                                        | 23                                                                       | 190                                                                      | 175                                                                      | +15                                                                      | 63                                                                       | 3.                                                                       | Semifinále      |
| 1947/48               | NHL                         | 1      | 60                                                                       | 23                                                                       | –                                                                        | 13                                                                       | –                                                                        | 24                                                                       | 167                                                                      | 168                                                                      | -1                                                                       | 59                                                                       | 3.                                                                       | Semifinále      |
| 1948/49               | NHL                         | 1      | 60                                                                       | 29                                                                       | –                                                                        | 8                                                                        | –                                                                        | 23                                                                       | 178                                                                      | 163                                                                      | +15                                                                      | 66                                                                       | 2.                                                                       | Semifinále      |
| 1949/50               | NHL                         | 1      | 70                                                                       | 22                                                                       | –                                                                        | 16                                                                       | –                                                                        | 32                                                                       | 198                                                                      | 228                                                                      | -30                                                                      | 60                                                                       | 5.                                                                       | Ne              |
| 1950/51               | NHL                         | 1      | 70                                                                       | 22                                                                       | –                                                                        | 18                                                                       | –                                                                        | 30                                                                       | 178                                                                      | 197                                                                      | -19                                                                      | 62                                                                       | 4.                                                                       | Semifinále      |
| 1951/52               | NHL                         | 1      | 70                                                                       | 25                                                                       | –                                                                        | 16                                                                       | –                                                                        | 29                                                                       | 162                                                                      | 176                                                                      | -14                                                                      | 66                                                                       | 4.                                                                       | Semifinále      |
| 1952/53               | NHL                         | 1      | 70                                                                       | 28                                                                       | –                                                                        | 13                                                                       | –                                                                        | 29                                                                       | 152                                                                      | 172                                                                      | -20                                                                      | 69                                                                       | 3.                                                                       | Finále SC       |
| 1953/54               | NHL                         | 1      | 70                                                                       | 32                                                                       | –                                                                        | 10                                                                       | –                                                                        | 28                                                                       | 177                                                                      | 181                                                                      | -4                                                                       | 74                                                                       | 4.                                                                       | Semifinále      |
| 1954/55               | NHL                         | 1      | 70                                                                       | 23                                                                       | –                                                                        | 21                                                                       | –                                                                        | 26                                                                       | 169                                                                      | 188                                                                      | -19                                                                      | 67                                                                       | 4.                                                                       | Semifinále      |
| 1955/56               | NHL                         | 1      | 70                                                                       | 23                                                                       | –                                                                        | 13                                                                       | –                                                                        | 34                                                                       | 147                                                                      | 185                                                                      | -38                                                                      | 59                                                                       | 5.                                                                       | Ne              |
| 1956/57               | NHL                         | 1      | 70                                                                       | 34                                                                       | –                                                                        | 12                                                                       | –                                                                        | 24                                                                       | 195                                                                      | 174                                                                      | +21                                                                      | 80                                                                       | 3.                                                                       | Finále SC       |
| 1957/58               | NHL                         | 1      | 70                                                                       | 27                                                                       | –                                                                        | 15                                                                       | –                                                                        | 28                                                                       | 199                                                                      | 194                                                                      | +5                                                                       | 69                                                                       | 4.                                                                       | Finále SC       |
| 1958/59               | NHL                         | 1      | 70                                                                       | 32                                                                       | –                                                                        | 9                                                                        | –                                                                        | 29                                                                       | 205                                                                      | 215                                                                      | -10                                                                      | 73                                                                       | 2.                                                                       | Semifinále      |
| 1959/60               | NHL                         | 1      | 70                                                                       | 28                                                                       | –                                                                        | 8                                                                        | –                                                                        | 34                                                                       | 220                                                                      | 241                                                                      | -21                                                                      | 64                                                                       | 5.                                                                       | Ne              |
| 1960/61               | NHL                         | 1      | 70                                                                       | 15                                                                       | –                                                                        | 13                                                                       | –                                                                        | 42                                                                       | 176                                                                      | 254                                                                      | -78                                                                      | 43                                                                       | 6.                                                                       | Ne              |
| 1961/62               | NHL                         | 1      | 70                                                                       | 15                                                                       | –                                                                        | 8                                                                        | –                                                                        | 47                                                                       | 177                                                                      | 306                                                                      | -129                                                                     | 38                                                                       | 6.                                                                       | Ne              |
| 1962/63               | NHL                         | 1      | 70                                                                       | 14                                                                       | –                                                                        | 17                                                                       | –                                                                        | 39                                                                       | 198                                                                      | 281                                                                      | -83                                                                      | 45                                                                       | 6.                                                                       | Ne              |
| 1963/64               | NHL                         | 1      | 70                                                                       | 18                                                                       | –                                                                        | 12                                                                       | –                                                                        | 40                                                                       | 170                                                                      | 212                                                                      | -42                                                                      | 48                                                                       | 6.                                                                       | Ne              |
| 1964/65               | NHL                         | 1      | 70                                                                       | 21                                                                       | –                                                                        | 6                                                                        | –                                                                        | 43                                                                       | 166                                                                      | 253                                                                      | -87                                                                      | 48                                                                       | 6.                                                                       | Ne              |
| 1965/66               | NHL                         | 1      | 70                                                                       | 21                                                                       | –                                                                        | 6                                                                        | –                                                                        | 43                                                                       | 174                                                                      | 275                                                                      | -101                                                                     | 48                                                                       | 5.                                                                       | Ne              |
| 1966/67               | NHL                         | 1      | 70                                                                       | 17                                                                       | –                                                                        | 10                                                                       | –                                                                        | 43                                                                       | 182                                                                      | 253                                                                      | -71                                                                      | 44                                                                       | 6.                                                                       | Ne              |
| 1967/68               | NHL (Východní divize)       | 1      | 74                                                                       | 37                                                                       | –                                                                        | 10                                                                       | –                                                                        | 27                                                                       | 259                                                                      | 216                                                                      | +43                                                                      | 84                                                                       | 3.                                                                       | Čtvrtfinále     |
| 1968/69               | NHL (Východní divize)       | 1      | 76                                                                       | 42                                                                       | –                                                                        | 16                                                                       | –                                                                        | 18                                                                       | 303                                                                      | 221                                                                      | +82                                                                      | 100                                                                      | 2.                                                                       | Semifinále      |
| 1969/70               | NHL (Východní divize)       | 1      | 76                                                                       | 40                                                                       | –                                                                        | 19                                                                       | –                                                                        | 17                                                                       | 277                                                                      | 216                                                                      | +61                                                                      | 99                                                                       | 2.                                                                       | Vítěz SC        |
| 1970/71               | NHL (Východní divize)       | 1      | 78                                                                       | 57                                                                       | –                                                                        | 7                                                                        | –                                                                        | 14                                                                       | 399                                                                      | 207                                                                      | +192                                                                     | 121                                                                      | 1.                                                                       | Čtvrtfinále     |
| 1971/72               | NHL (Východní divize)       | 1      | 78                                                                       | 54                                                                       | –                                                                        | 11                                                                       | –                                                                        | 13                                                                       | 330                                                                      | 204                                                                      | +26                                                                      | 119                                                                      | 1.                                                                       | Vítěz SC        |
| 1972/73               | NHL (Východní divize)       | 1      | 78                                                                       | 51                                                                       | –                                                                        | 5                                                                        | –                                                                        | 22                                                                       | 330                                                                      | 235                                                                      | +5                                                                       | 107                                                                      | 2.                                                                       | Čtvrtfinále     |
| 1973/74               | NHL (Východní divize)       | 1      | 78                                                                       | 52                                                                       | –                                                                        | 9                                                                        | –                                                                        | 17                                                                       | 349                                                                      | 221                                                                      | +128                                                                     | 113                                                                      | 1.                                                                       | Finále SC       |
| 1974/75               | NHL (Adamsova divize)       | 1      | 80                                                                       | 40                                                                       | –                                                                        | 14                                                                       | –                                                                        | 26                                                                       | 345                                                                      | 245                                                                      | +100                                                                     | 94                                                                       | 2.                                                                       | Předkolo        |
| 1975/76               | NHL (Adamsova divize)       | 1      | 80                                                                       | 48                                                                       | –                                                                        | 17                                                                       | –                                                                        | 15                                                                       | 313                                                                      | 237                                                                      | +76                                                                      | 113                                                                      | 1.                                                                       | Semifinále      |
| 1976/77               | NHL (Adamsova divize)       | 1      | 80                                                                       | 49                                                                       | –                                                                        | 8                                                                        | –                                                                        | 23                                                                       | 312                                                                      | 240                                                                      | +72                                                                      | 106                                                                      | 1.                                                                       | Finále SC       |
| 1977/78               | NHL (Adamsova divize)       | 1      | 80                                                                       | 51                                                                       | –                                                                        | 11                                                                       | –                                                                        | 18                                                                       | 333                                                                      | 218                                                                      | +115                                                                     | 113                                                                      | 1.                                                                       | Finále SC       |
| 1978/79               | NHL (Adamsova divize)       | 1      | 80                                                                       | 43                                                                       | –                                                                        | 14                                                                       | –                                                                        | 23                                                                       | 316                                                                      | 270                                                                      | +46                                                                      | 100                                                                      | 1.                                                                       | Semifinále      |
| 1979/80               | NHL (Adamsova divize)       | 1      | 80                                                                       | 46                                                                       | –                                                                        | 13                                                                       | –                                                                        | 21                                                                       | 310                                                                      | 234                                                                      | +76                                                                      | 105                                                                      | 2.                                                                       | Čtvrtfinále     |
| 1980/81               | NHL (Adamsova divize)       | 1      | 80                                                                       | 37                                                                       | –                                                                        | 13                                                                       | –                                                                        | 30                                                                       | 316                                                                      | 272                                                                      | +44                                                                      | 87                                                                       | 2.                                                                       | Osmifinále      |
| 1981/82               | NHL (Adamsova divize)       | 1      | 80                                                                       | 43                                                                       | –                                                                        | 10                                                                       | –                                                                        | 27                                                                       | 323                                                                      | 285                                                                      | +38                                                                      | 96                                                                       | 2.                                                                       | Semifinále KPW  |
| 1982/83               | NHL (Adamsova divize)       | 1      | 80                                                                       | 50                                                                       | –                                                                        | 10                                                                       | –                                                                        | 20                                                                       | 327                                                                      | 228                                                                      | +99                                                                      | 110                                                                      | 1.                                                                       | Finále KPW      |
| 1983/84               | NHL (Adamsova divize)       | 1      | 80                                                                       | 49                                                                       | –                                                                        | 6                                                                        | –                                                                        | 25                                                                       | 336                                                                      | 261                                                                      | +75                                                                      | 104                                                                      | 1.                                                                       | Čtvrtfinále KPW |
| 1984/85               | NHL (Adamsova divize)       | 1      | 80                                                                       | 36                                                                       | –                                                                        | 10                                                                       | –                                                                        | 34                                                                       | 303                                                                      | 287                                                                      | +16                                                                      | 82                                                                       | 4.                                                                       | Čtvrtfinále KPW |
| 1985/86               | NHL (Adamsova divize)       | 1      | 80                                                                       | 37                                                                       | –                                                                        | 12                                                                       | –                                                                        | 31                                                                       | 311                                                                      | 288                                                                      | +23                                                                      | 86                                                                       | 3.                                                                       | Čtvrtfinále KPW |
| 1986/87               | NHL (Adamsova divize)       | 1      | 80                                                                       | 39                                                                       | –                                                                        | 7                                                                        | –                                                                        | 34                                                                       | 301                                                                      | 276                                                                      | +25                                                                      | 85                                                                       | 3.                                                                       | Čtvrtfinále KPW |
| 1987/88               | NHL (Adamsova divize)       | 1      | 80                                                                       | 44                                                                       | –                                                                        | 6                                                                        | –                                                                        | 30                                                                       | 300                                                                      | 251                                                                      | +49                                                                      | 94                                                                       | 2.                                                                       | Finále SC       |
| 1988/89               | NHL (Adamsova divize)       | 1      | 80                                                                       | 37                                                                       | –                                                                        | 14                                                                       | –                                                                        | 29                                                                       | 289                                                                      | 256                                                                      | +33                                                                      | 88                                                                       | 2.                                                                       | Semifinále KPW  |
| 1989/90               | NHL (Adamsova divize)       | 1      | 80                                                                       | 46                                                                       | –                                                                        | 9                                                                        | –                                                                        | 25                                                                       | 289                                                                      | 232                                                                      | +57                                                                      | 101                                                                      | 1.                                                                       | Finále SC       |
| 1990/91               | NHL (Adamsova divize)       | 1      | 80                                                                       | 44                                                                       | –                                                                        | 12                                                                       | –                                                                        | 24                                                                       | 299                                                                      | 264                                                                      | +35                                                                      | 100                                                                      | 1.                                                                       | Finále KPW      |
| 1991/92               | NHL (Adamsova divize)       | 1      | 80                                                                       | 36                                                                       | –                                                                        | 12                                                                       | –                                                                        | 32                                                                       | 270                                                                      | 275                                                                      | -5                                                                       | 84                                                                       | 2.                                                                       | Finále KPW      |
| 1992/93               | NHL (Adamsova divize)       | 1      | 84                                                                       | 51                                                                       | –                                                                        | 7                                                                        | –                                                                        | 26                                                                       | 332                                                                      | 268                                                                      | +64                                                                      | 109                                                                      | 1.                                                                       | Čtvrtfinále KPW |
| 1993/94               | NHL (Severovýchodní divize) | 1      | 84                                                                       | 42                                                                       | –                                                                        | 13                                                                       | –                                                                        | 29                                                                       | 289                                                                      | 252                                                                      | +37                                                                      | 97                                                                       | 2.                                                                       | Semifinále VK   |
| 1994/95               | NHL (Severovýchodní divize) | 1      | 48                                                                       | 27                                                                       | –                                                                        | 3                                                                        | –                                                                        | 18                                                                       | 150                                                                      | 127                                                                      | +23                                                                      | 57                                                                       | 3.                                                                       | Čtvrtfinále VK  |
| 1995/96               | NHL (Severovýchodní divize) | 1      | 82                                                                       | 40                                                                       | –                                                                        | 11                                                                       | –                                                                        | 31                                                                       | 282                                                                      | 269                                                                      | +13                                                                      | 91                                                                       | 2.                                                                       | Čtvrtfinále VK  |
| 1996/97               | NHL (Severovýchodní divize) | 1      | 82                                                                       | 26                                                                       | –                                                                        | 9                                                                        | –                                                                        | 47                                                                       | 234                                                                      | 300                                                                      | -66                                                                      | 61                                                                       | 6.                                                                       | Ne              |
| 1997/98               | NHL (Severovýchodní divize) | 1      | 82                                                                       | 39                                                                       | –                                                                        | 13                                                                       | –                                                                        | 30                                                                       | 221                                                                      | 194                                                                      | +27                                                                      | 91                                                                       | 2.                                                                       | Čtvrtfinále VK  |
| 1998/99               | NHL (Severovýchodní divize) | 1      | 82                                                                       | 39                                                                       | –                                                                        | 13                                                                       | –                                                                        | 30                                                                       | 214                                                                      | 181                                                                      | +33                                                                      | 91                                                                       | 3.                                                                       | Semifinále VK   |
| 1999/00               | NHL (Severovýchodní divize) | 1      | 82                                                                       | 24                                                                       | –                                                                        | 19                                                                       | 6                                                                        | 33                                                                       | 210                                                                      | 248                                                                      | -38                                                                      | 73                                                                       | 5.                                                                       | Ne              |
| 2000/01               | NHL (Severovýchodní divize) | 1      | 82                                                                       | 36                                                                       | –                                                                        | 8                                                                        | 8                                                                        | 30                                                                       | 227                                                                      | 249                                                                      | -22                                                                      | 88                                                                       | 4.                                                                       | Ne              |
| 2001/02               | NHL (Severovýchodní divize) | 1      | 82                                                                       | 43                                                                       | –                                                                        | 6                                                                        | 9                                                                        | 24                                                                       | 236                                                                      | 201                                                                      | +35                                                                      | 101                                                                      | 1.                                                                       | Čtvrtfinále ZK  |
| 2002/03               | NHL (Severovýchodní divize) | 1      | 82                                                                       | 36                                                                       | –                                                                        | 11                                                                       | 4                                                                        | 31                                                                       | 245                                                                      | 237                                                                      | +8                                                                       | 87                                                                       | 3.                                                                       | Čtvrtfinále ZK  |
| 2003/04               | NHL (Severovýchodní divize) | 1      | 82                                                                       | 41                                                                       | –                                                                        | 15                                                                       | 7                                                                        | 19                                                                       | 209                                                                      | 188                                                                      | +21                                                                      | 104                                                                      | 1.                                                                       | Čtvrtfinále ZK  |
| 2004/05               | NHL (Severovýchodní divize) | 1      | Soutěž byla v této sezóně z důvodu chybějící kolektivní smlouvy zrušena. | Soutěž byla v této sezóně z důvodu chybějící kolektivní smlouvy zrušena. | Soutěž byla v této sezóně z důvodu chybějící kolektivní smlouvy zrušena. | Soutěž byla v této sezóně z důvodu chybějící kolektivní smlouvy zrušena. | Soutěž byla v této sezóně z důvodu chybějící kolektivní smlouvy zrušena. | Soutěž byla v této sezóně z důvodu chybějící kolektivní smlouvy zrušena. | Soutěž byla v této sezóně z důvodu chybějící kolektivní smlouvy zrušena. | Soutěž byla v této sezóně z důvodu chybějící kolektivní smlouvy zrušena. | Soutěž byla v této sezóně z důvodu chybějící kolektivní smlouvy zrušena. | Soutěž byla v této sezóně z důvodu chybějící kolektivní smlouvy zrušena. | Soutěž byla v této sezóně z důvodu chybějící kolektivní smlouvy zrušena. |                 |
| 2005/06               | NHL (Severovýchodní divize) | 1      | 82                                                                       | 29                                                                       | –                                                                        | –                                                                        | 16                                                                       | 37                                                                       | 230                                                                      | 266                                                                      | -36                                                                      | 74                                                                       | 5.                                                                       | Ne              |
| 2006/07               | NHL (Severovýchodní divize) | 1      | 82                                                                       | 35                                                                       | –                                                                        | –                                                                        | 6                                                                        | 41                                                                       | 219                                                                      | 289                                                                      | -70                                                                      | 76                                                                       | 5.                                                                       | Ne              |
| 2007/08               | NHL (Severovýchodní divize) | 1      | 82                                                                       | 41                                                                       | –                                                                        | –                                                                        | 12                                                                       | 29                                                                       | 212                                                                      | 222                                                                      | -10                                                                      | 94                                                                       | 3.                                                                       | Čtvrtfinále VK  |
| 2008/09               | NHL (Severovýchodní divize) | 1      | 82                                                                       | 53                                                                       | –                                                                        | –                                                                        | 10                                                                       | 19                                                                       | 274                                                                      | 196                                                                      | +78                                                                      | 116                                                                      | 1.                                                                       | Semifinále VK   |
| 2009/10               | NHL (Severovýchodní divize) | 1      | 82                                                                       | 39                                                                       | –                                                                        | –                                                                        | 13                                                                       | 30                                                                       | 206                                                                      | 200                                                                      | +6                                                                       | 91                                                                       | 3.                                                                       | Semifinále VK   |
| 2010/11               | NHL (Severovýchodní divize) | 1      | 82                                                                       | 46                                                                       | –                                                                        | –                                                                        | 11                                                                       | 25                                                                       | 246                                                                      | 195                                                                      | +51                                                                      | 103                                                                      | 1.                                                                       | Vítěz SC        |
| 2011/12               | NHL (Severovýchodní divize) | 1      | 82                                                                       | 49                                                                       | –                                                                        | –                                                                        | 4                                                                        | 29                                                                       | 269                                                                      | 202                                                                      | +67                                                                      | 102                                                                      | 1.                                                                       | Čtvrtfinále VK  |
| 2012/13               | NHL (Severovýchodní divize) | 1      | 48                                                                       | 28                                                                       | –                                                                        | –                                                                        | 6                                                                        | 14                                                                       | 131                                                                      | 109                                                                      | +22                                                                      | 62                                                                       | 2.                                                                       | Finále SC       |
| 2013/14               | NHL (Atlantická divize)     | 1      | 82                                                                       | 54                                                                       | –                                                                        | –                                                                        | 9                                                                        | 19                                                                       | 261                                                                      | 177                                                                      | +144                                                                     | 117                                                                      | 1.                                                                       | Semifinále VK   |
| 2014/15               | NHL (Atlantická divize)     | 1      | 82                                                                       | 41                                                                       | –                                                                        | –                                                                        | 14                                                                       | 27                                                                       | 213                                                                      | 211                                                                      | +2                                                                       | 96                                                                       | 5.                                                                       | Ne              |
| 2015/16               | NHL (Atlantická divize)     | 1      | 82                                                                       | 42                                                                       | –                                                                        | –                                                                        | 9                                                                        | 31                                                                       | 240                                                                      | 230                                                                      | +10                                                                      | 93                                                                       | 4.                                                                       | Ne              |
| 2016/17               | NHL (Atlantická divize)     | 1      | 82                                                                       | 38                                                                       | 6                                                                        | –                                                                        | 7                                                                        | 31                                                                       | 234                                                                      | 212                                                                      | +22                                                                      | 95                                                                       | 3.                                                                       | Čtvrtfinále VK  |
| 2017/18               | NHL (Atlantická divize)     | 1      | 82                                                                       | 41                                                                       | 9                                                                        | –                                                                        | 12                                                                       | 20                                                                       | 270                                                                      | 214                                                                      | +56                                                                      | 112                                                                      | 2.                                                                       | Semifinále VK   |
| 2018/19               | NHL (Atlantická divize)     | 1      | 82                                                                       | 38                                                                       | 11                                                                       | –                                                                        | 9                                                                        | 24                                                                       | 259                                                                      | 215                                                                      | +44                                                                      | 107                                                                      | 2.                                                                       | Finále SC       |
| 2019/20               | NHL (Atlantická divize)     | 1      | 82                                                                       |                                                                          |                                                                          |                                                                          |                                                                          |                                                                          |                                                                          |                                                                          |                                                                          |                                                                          |                                                                          | Semifinále VK   |
| 2020/21               | NHL (Východní divize)       | 1      | 56                                                                       | 25                                                                       | 8                                                                        | –                                                                        | 7                                                                        | 16                                                                       | 168                                                                      | 136                                                                      | +32                                                                      | 73                                                                       | 3.                                                                       |                 |
| 2021/22               | NHL (Atlantická divize)     | 1      | 82                                                                       | 40                                                                       | 11                                                                       | –                                                                        | 5                                                                        | 26                                                                       | 255                                                                      | 220                                                                      | +35                                                                      | 107                                                                      | 4.                                                                       | Čtvrtfinále VK  |
| 2022/23               | NHL (Atlantická divize)     | 1      | 82                                                                       | 54                                                                       | 11                                                                       | –                                                                        | 5                                                                        | 12                                                                       | 305                                                                      | 177                                                                      | +128                                                                     | 135                                                                      | 1.                                                                       | Čtvrtfinále VK  |
| 2023/24               | NHL (Atlantická divize)     | 1      | 82                                                                       | 36                                                                       | 11                                                                       | –                                                                        | 15                                                                       | 20                                                                       | 267                                                                      | 224                                                                      | +43                                                                      | 109                                                                      | 2.                                                                       | Semifinále VK   |
| 2024/25               | NHL (Atlantická divize)     |        |                                                                          |                                                                          |                                                                          |                                                                          |                                                                          |                                                                          |                                                                          |                                                                          |                                                                          |                                                                          |                                                                          | Ne              |
| Zdroj na NHL.com      |                             |        |                                                                          |                                                                          |                                                                          |                                                                          |                                                                          |                                                                          |                                                                          |                                                                          |                                                                          |                                                                          |                                                                          |                 |

### Přehled kapitánů a trenérů v jednotlivých sezónách
| Sezóna    | Kapitán          | Hlavní trenér  |
| --------- | ---------------- | -------------- |
| 1924/1925 | bez kapitána     | Art Ross       |
| 1925/1926 | Sprague Cleghorn | Art Ross       |
| 1926/1927 | Sprague Cleghorn | Art Ross       |
| 1927/1928 | Lionel Hitchman  | Charles Adams  |
| 1928/1929 | Lionel Hitchman  | Charles Adams  |
| 1929/1930 | Lionel Hitchman  | Art Ross       |
| 1930/1931 | Lionel Hitchman  | Art Ross       |
| 1931/1932 | George Owen      | Art Ross       |
| 1932/1933 | Dit Clapper      | Art Ross       |
| 1933/1934 | Dit Clapper      | Art Ross       |
| 1934/1935 | Dit Clapper      | Frank Patrick  |
| 1935/1936 | Dit Clapper      | Art Ross       |
| 1936/1937 | Dit Clapper      | Art Ross       |
| 1937/1938 | Dit Clapper      | Art Ross       |
| 1938/1939 | Cooney Weiland   | Art Ross       |
| 1939/1940 | Dit Clapper      | Cooney Weiland |
| 1940/1941 | Dit Clapper      | Cooney Weiland |
| 1941/1942 | Dit Clapper      | Art Ross       |
| 1942/1943 | Dit Clapper      | Art Ross       |
| 1943/1944 | Dit Clapper      | Art Ross       |
| 1944/1945 | Dit Clapper      | Art Ross       |
| 1945/1946 | Dit Clapper      | Frank Patrick  |
| 1946/1947 | Jack Crawford    | Art Ross       |
| 1947/1948 | Jack Crawford    | Art Ross       |
| 1948/1949 | Jack Crawford    | Art Ross       |
| 1949/1950 | Jack Crawford    | Art Ross       |
| 1950/1951 | Milt Schmidt     | Lynn Patrick   |

| Sezóna    | Kapitán       | Hlavní trenér   |
| --------- | ------------- | --------------- |
| 1951/1952 | Milt Schmidt  | Lynn Patrick    |
| 1952/1953 | Milt Schmidt  | Lynn Patrick    |
| 1953/1954 | Milt Schmidt  | Lynn Patrick    |
| 1954/1955 | Ed Sandford   | Milt Schmidt    |
| 1955/1956 | Fernie Flaman | Milt Schmidt    |
| 1956/1957 | Fernie Flaman | Milt Schmidt    |
| 1957/1958 | Fernie Flaman | Milt Schmidt    |
| 1958/1959 | Fernie Flaman | Milt Schmidt    |
| 1959/1960 | Fernie Flaman | Milt Schmidt    |
| 1960/1961 | Fernie Flaman | Milt Schmidt    |
| 1961/1962 | Don McKenney  | Phil Watson     |
| 1962/1963 | Don McKenney  | Milt Schmidt    |
| 1963/1964 | Leo Boivin    | Milt Schmidt    |
| 1964/1965 | Leo Boivin    | Milt Schmidt    |
| 1965/1966 | Leo Boivin    | Milt Schmidt    |
| 1966/1967 | Johnny Bucyk  | Milt Schmidt    |
| 1967/1968 | bez kapitána  | Harry Sinden    |
| 1968/1969 | bez kapitána  | Harry Sinden    |
| 1969/1970 | bez kapitána  | Harry Sinden    |
| 1970/1971 | bez kapitána  | Tom Johnson     |
| 1971/1972 | bez kapitána  | Tom Johnson     |
| 1972/1973 | bez kapitána  | Armand Guidolin |
| 1973/1974 | Johnny Bucyk  | Armand Guidolin |
| 1974/1975 | Johnny Bucyk  | Don Cherry      |
| 1975/1976 | Johnny Bucyk  | Don Cherry      |
| 1976/1977 | Johnny Bucyk  | Don Cherry      |
| 1977/1978 | Wayne Cashman | Don Cherry      |

| Sezóna    | Kapitán                      | Hlavní trenér  |
| --------- | ---------------------------- | -------------- |
| 1978/1979 | Wayne Cashman                | Don Cherry     |
| 1979/1980 | Wayne Cashman                | Fred Creighton |
| 1980/1981 | Wayne Cashman                | Gerry Cheevers |
| 1981/1982 | Wayne Cashman                | Gerry Cheevers |
| 1982/1983 | Wayne Cashman                | Gerry Cheevers |
| 1983/1984 | Terry O'Reilly               | Gerry Cheevers |
| 1984/1985 | Terry O'Reilly               | Gerry Cheevers |
| 1985/1986 | Ray Bourque a Rick Middleton | Butch Goring   |
| 1986/1987 | Ray Bourque a Rick Middleton | Butch Goring   |
| 1987/1988 | Ray Bourque a Rick Middleton | John Cunniff   |
| 1988/1989 | Ray Bourque                  | John Cunniff   |
| 1989/1990 | Ray Bourque                  | Mike Milbury   |
| 1990/1991 | Ray Bourque                  | Mike Milbury   |
| 1991/1992 | Ray Bourque                  | Rick Bowness   |
| 1992/1993 | Ray Bourque                  | Brian Sutter   |
| 1993/1994 | Ray Bourque                  | Brian Sutter   |
| 1994/1995 | Ray Bourque                  | Brian Sutter   |
| 1995/1996 | Ray Bourque                  | Steve Kasper   |
| 1996/1997 | Ray Bourque                  | Steve Kasper   |
| 1997/1998 | Ray Bourque                  | Pat Burns      |
| 1998/1999 | Ray Bourque                  | Pat Burns      |
| 1999/2000 | Ray Bourque                  | Pat Burns      |
| 2000/2001 | Jason Allison                | Pat Burns      |
| 2001/2002 | bez kapitána                 | Robbie Ftorek  |
| 2002/2003 | Joe Thornton                 | Robbie Ftorek  |
| 2003/2004 | Joe Thornton                 | Mike Sullivan  |
| 2004/2005 | Sezóna zrušena               | Sezóna zrušena |

| Sezóna    | Kapitán          | Hlavní trenér  |
| --------- | ---------------- | -------------- |
| 2005/2006 | Joe Thornton     | Mike Sullivan  |
| 2006/2007 | Zdeno Chára      | Dave Lewis     |
| 2007/2008 | Zdeno Chára      | Claude Julien  |
| 2008/2009 | Zdeno Chára      | Claude Julien  |
| 2009/2010 | Zdeno Chára      | Claude Julien  |
| 2010/2011 | Zdeno Chára      | Claude Julien  |
| 2011/2012 | Zdeno Chára      | Claude Julien  |
| 2012/2013 | Zdeno Chára      | Claude Julien  |
| 2013/2014 | Zdeno Chára      | Claude Julien  |
| 2014/2015 | Zdeno Chára      | Claude Julien  |
| 2015/2016 | Zdeno Chára      | Claude Julien  |
| 2016/2017 | Zdeno Chára      | Bruce Cassidy  |
| 2017/2018 | Zdeno Chára      | Bruce Cassidy  |
| 2018/2019 | Zdeno Chára      | Bruce Cassidy  |
| 2019/2020 | Zdeno Chára      | Bruce Cassidy  |
| 2020/2021 | Patrice Bergeron | Bruce Cassidy  |
| 2021/2022 | Patrice Bergeron | Bruce Cassidy  |
| 2022/2023 | Patrice Bergeron | Jim Montgomery |
| 2023/2024 | Brad Marchand    | Jim Montgomery |
| 2024/2025 | Brad Marchand    | Joe Sacco      |